# Prodotti agroalimentari tradizionali veneti
I  prodotti agroalimentari tradizionali veneti appartengono alle principali tipologie di prodotto (bevande analcoliche, distillati e liquori, carni e frattaglie, grassi, formaggi, prodotti vegetali, prodotti da forno, prodotti della gastronomia, pesci e molluschi, prodotti di origine animale). La regione Veneto ha individuato e proposto 380 prodotti tradizionali che sono stati riconosciuti dal Ministero delle politiche agricole alimentari e forestali e inclusi nell'Elenco nazionale dei prodotti agroalimentari tradizionali (PAT), approvato con Decreto ministeriale del 10 febbraio 2020.

## Bevande analcoliche, distillati e liquori
1. Acqua di melissa
2. Acqua tonica
3. Aperitivo analcolico al gusto di ginger
4. Cafè - Caffè espresso secondo Tradizione Veneta
5. Liquore all'uovo
6. Liquore barancino
7. Liquore del Cansiglio
8. Liquore Fragolino
9. Maraschino
10. Prugna
11. Sangue Morlacco
12. Grappa

## Carni (e frattaglie) fresche e loro preparazione
1. Anatra di corte padovana
2. Anatra germanata veneta
3. Anatra Mignon
4. Bogoni di Badia Calavena
5. Bondiola al sugo di Este
6. Bondiola col lengual del padovano
7. Bondiola di Castelgomberto
8. Bondola della Val Leogra
9. Bresaola di cavallo
10. Cacciatore di asino
11. Cacciatore di cavallo
12. Carne de fea afumegada
13. Carne di musso
14. Ciccioli della Val Leogra
15. Coeghin nostrano padovano
16. Coessin co la lèngua del basso vicentino
17. Coessìn del basso vicentino
18. Coessìn della Val Leogra
19. Coessìn in ònto del basso vicentino
20. Coessìn co lo sgrugno
21. Coniglio veneto
22. Coppa di testa di Este
23. Cornioi de Crespadoro
24. Coscia affumicata di cavallo
25. Cotechino di puledro
26. Cotechino di Trecenta
27. Falso parsuto
28. Faraona camosciata
29. Faraona di corte padovana
30. Figalèt
31. Galletto nano di corte padovana – pepoi
32. Gallina collo nudo di corte padovana
33. Gallina dorata di Lonigo
34. Gallina ermellinata di Rovigo
35. Gallina padovana
36. Gallina Polverara
37. Gallina robusta lionata
38. Gallina robusta maculata
39. Lardo del basso vicentino
40. Lardo in salamoia
41. Lardo steccato con le erbe
42. Lengual
43. Lingua salmistrata
44. Luganega da riso
45. Luganega nostrana padovana
46. Luganega trevigiana
47. Luganeghe de tripan
48. Luganeghe della Val Leogra
49. Morete o barbusti della Val Leogra
50. Mortandèle
51. Muset trevigiano
52. Nervetti di bovino
53. Oca del Mondragon
54. Oca di corte padovana
55. Oca in onto padovana
56. Oco in onto dei Berici
57. Osocol di Treviso
58. Panzèta col tòco del basso vicentino
59. Panzéta co l’ossocòlo del basso vicentino
60. Parsuto de oca
61. Pastin
62. Pecora alpagota
63. Pendole
64. Pollo combattente di corte padovana
65. Pollo rustichello della pedemontana
66. Porchetta trevigiana
67. Prosciutto della Val Liona dolce e affumicato
68. Salado co l'ajo del basso vicentino
69. Salado della pedemontana trevigiana
70. Salado fresco del basso vicentino
71. Salado fresco trevigiano
72. Salame bellunese
73. Salame da taglio di Trecenta
74. Salame di asino
75. Salame di cavallo
76. Salame di Verona
77. Salame nostrano padovano
78. Salamelle di cavallo
79. Salsiccia con le rape
80. Salsiccia equina
81. Salsiccia tipica polesana
82. Schenal
83. Senkilam – speck di Sappada
84. Sfilacci di equino
85. Sfilacci di manzo
86. Soprèssa di Verona
87. Soprèssa trevigiana
88. Soprèssa co l'ossocòlo del basso vicentino
89. Soprèssa co la brazòla del basso vicentino
90. Soprèssa col tòco del basso vicentino
91. Soprèssa di cavallo
92. Soprèssa investida
93. Soprèssa nostrana padovana
94. Speck del Cadore
95. Speck di cavallo
96. Spiedo – spèo – spiedo d'Alta Marca
97. Tacchino comune bronzato
98. Tacchino ermellinato di Rovigo
99. Torresano di Torreglia e Galzignano
100. Torresano di Breganze
101. Vitellone padano

## Grassi
1. Burro a latte crudo di malga

## Formaggi
1. Caciocapra
2. Caciotta misto pecora
3. Fior delle Dolomiti
4. Formaggio acidino
5. Formaggio agordino di malga
6. Formaggio al latte crudo di posina
7. Formaggio bastardo del Grappa
8. Formaggio Busche
9. Formaggio casato del Garda
10. Formaggio casel bellunese
11. Formaggio Cesio
12. Formaggio Comelico
13. Formaggio Contrin
14. Formaggio Dolomiti
15. Formaggio Fodom
16. Formaggio inbriago
17. Formaggio latteria di Sappada
18. Formaggio malga bellunese
19. Formaggio misto pecora fresco dei Berici
20. Formaggio moesin di Fregona
21. Formaggio montemagro
22. Formaggio Morlacco
23. Formaggio Nevegàl
24. Formaggio nostrano veronese
25. Formaggio pecorino dei Berici
26. Formaggio pecorino fresco di malga
27. Formaggio Renàz
28. Formaggio schiz
29. Formaggio stracon
30. Formaggio tosella
31. Formaggio Valmorel
32. Formaggio zigher
33. Formaggio Zumelle
34. Formai nustran

## Prodotti vegetali allo stato naturale o trasformati
1. Aglio del medio Adige
2. Antiche pesche di Mogliano Veneto
3. Asparago bianco del Sile
4. Asparago bianco di Bibione
5. Asparago bianco di Cimadolmo igp
6. Asparago di Arcole
7. Asparago di Giare
8. Asparago di Mambrotta
9. Asparago di Padova
10. Asparago di Palazzetto
11. Asparago di Rivoli
12. Asparago verde amaro Montine
13. Barbabietola rossa di Chioggia
14. Bietola di Bassano
15. Bisi de Lumignan
16. Bisi de Peseggia
17. Broccoletto di Custoza
18. Broccolo di Bassano
19. Broccolo fiolaro di Creazzo
20. Carciofo violetto di S. Erasmo
21. Carota di Chioggia
22. Castagne del Baldo
23. Castagne e marroni dei Colli Euganei
24. Cavolo cappuccio di Vìnigo di Cadore
25. Cavolo dell'Adige
26. Cicoria catalogna gigante di Chioggia
27. Ciliegia della Val d'Alpone
28. Ciliegia dei Colli Asolani
29. Ciliegia delle colline veronesi
30. Ciliegie dei Colli Euganei (Galzignano Terme)
31. Ciliegie durone di Cazzano
32. Cipolla bianca di Chioggia
33. Cipolla rosa di Bassano
34. Composte delle valli dell'Agno e del Chiampo
35. Craut - verde agre
36. Crauti delle Bregonze
37. Cren
38. Culàti di Valdagno
39. Durona del Chiampo
40. Fagiolino meraviglia di Venezia
41. Fagiolo bala rossa feltrina o fasol balìn feltrino
42. Fagiolo bonèl di Fonzaso
43. Fagiolo borlotto nano di Levada
44. Fagiolo di Posina "scalda"
45. Fagiolo giàlet
46. Fagiolo gnoco borlotto
47. Farina di mais biancoperla
48. Farina di mais Marano
49. Farina per polenta di mais "sponcio"
50. Fasol de Lago
51. Fasola posenata
52. Fave bellunesi
53. Fragola altopolesana, fragula
54. Fragola delle Dolomiti bellunesi
55. Fragola di Verona
56. Funghi coltivati del Montello
57. Funghi di Costozza
58. Germoglio di radicchio bianco nostrano di Bassano
59. Giuggiola di Galzignano Terme
60. Giuggiolo del Cavallino
61. Grano saraceno
62. Kiwi di Treviso
63. Kiwi di Verona
64. Kodinze
65. Kodinzon
66. Mais Cinquantino Bianco Perla
67. Mame d'Alpago
68. Mamma bianca di Bassano
69. Marinelle sotto spirito
70. Marrone di San Mauro
71. Marrone feltrino
72. Marroni di Valrovina
73. Mela del Medio Adige
74. Mela di Monfumo
75. Mela di Verona
76. Melone del Delta Polesano
77. Melone montagnanese
78. Melone precoce veronese
79. Mostarda vicentina
80. Nettarina di Verona
81. Noce dei grandi fiumi
82. Noce di Feltre
83. Orzo agordino
84. Patata americana di Anguillara e Stroppare
85. Patata americana di Zero Branco
86. Patata cornetta
87. Patata del Montello
88. Patata del quartier del Piave
89. Patata di Bolca
90. Patata di Cesiomaggiore
91. Patata di Chioggia
92. Patata di Montagnana
93. Patata di Posina
94. Patata dorata dei terreni rossi del Guà
95. Patate di Rotzo
96. Peperone di Zero Branco
97. Pera del Medio Adige
98. Pere del veneziano
99. Pere del veronese
100. Pesca bianca di Venezia
101. Pesche di Povegliano
102. Pisello di Borso del Grappa
103. Pisello verdone nano di Colognola ai Colli
104. Pòm prussian
105. Pomodoro del Cavallino
106. Radicchio bianco fior di Maserà
107. Radicchio bianco o variegato di Lusia
108. Radicchio variegato bianco di Bassano
109. Radicio verdòn da cortèl
110. Riso di Grumolo delle Abbadesse
111. Scarola di Bassano
112. Sedano di Rubbio
113. Sedano verde di Chioggia
114. Sedano-rapa di Ronco all'Adige
115. Susina gialla di Lio Piccolo
116. Tartufo della montagna veronese
117. Tartufo nero dei Berici
118. Verza moretta di Veronella
119. Zucca marina di Chioggia
120. Zucca santa bellunese

## Paste fresche e prodotti della panetteria, della biscotteria, della pasticceria e della confetteria
1. Amarettoni
2. Banana comune
3. Bibanesi
4. Bigoi
5. Biscotti baicoli
6. Biscotti bussolai
7. Biscotti pazientini
8. Bossolà di Chioggia
9. Capezzoli di Venere
10. Carfogn
11. Casunziei
12. Ciopa vicentina
13. Colomba pasquale di Verona
14. Cornetti
15. Dolce bissioleta
16. Dolce del Santo – Santantonio
17. Dolce nadalin
18. Dolce polentina
19. Esse adriese
20. Fave alla veneziana
21. Forti bassanesi
22. Frittella con l'erba amara
23. Frittelle di Verona
24. Frittelle veneziane
25. Fugassa padovana
26. Fugassa veneta
27. Galani e crostoli
28. Gargati
29. Gelato artigianale del Cadore
30. Gnocco smalzao
31. Gnocco di Verona
32. Il riccio
33. Lasagne da fornèl
34. Mandorlato di Cologna Veneta
35. Mandorlato veneziano
36. Mantovana
37. Merletti santantonio
38. Montasù
39. Pagnotta del Doge
40. Pan biscotto del veneto
41. Pan co la suca
42. Pan co l'ua
43. Pan de le feste
44. Pan del Santo
45. Pandoli di Schio
46. Pandoro di Verona
47. Pane al mais
48. Pastafrolla della Lessinia
49. Pastina de Bortolin
50. Pevarin
51. Pinza alla munara
52. Rofioi di Sanguinetto
53. Rufiolo di Costeggiola
54. Sagagiardi
55. Cavallo di San Martino
56. Savoiardi di Verona
57. Schizzotto
58. Sfogliatine di Villafranca
59. Smegiassa
60. Subioti all'ortica
61. Tajadele al tardivo
62. Torrone di S. Martino di Lupari
63. Torta ciosota
64. Torta figassa
65. Torta fregolotta
66. Torta nicolotta
67. Torta Ortigara
68. Torta pazientina
69. Torta pinza - putana
70. Torta sgriesolona
71. Torta zonclada
72. Tortellini di Valeggio sul Mincio
73. Treccia d'oro di Thiene
74. Zaleto di giuggiole
75. Zaletti

## Prodotti della gastronomia
1. Frittata di bruscandoli
2. Radici e fasioi
3. Risotto con i bruscandoli
4. Frisinàl
5. Risotto alla sbirraglia
6. Gnocchi sbatùi della Lessinia

## Preparazioni di pesci, molluschi e crostacei e tecniche particolari di allevamento degli stessi
1. Anguilla del Delta del Po
2. Anguilla del Livenza
3. Anguilla marinata del Delta del Po
4. Anguilla o bisatto delle valli da pesca venete
5. Bacalà alla vicentina
6. Baccalà mantecato alla veneziana
7. Branzino o spigola delle valli da pesca venete
8. Caparosolo de Ciosa o vongola verace di Chioggia
9. Cefali delle valli da pesca venete
10. Cefalo del Polesine
11. Gambero di fiume della Venezia Orientale
12. Latterini marinati del Delta del Po
13. Moeche e masanete
14. Moscardino di Caorle
15. Pesce azzurro del Delta del Po
16. Sardine e alici marinate del Delta del Po
17. Seppia bianca di Chioggia, sepe de Ciosa, seppioline di Chioggia
18. Schia della laguna di Venezia
19. Trota Fario delle valli vicentine
20. Trota iridea del Sile
21. Trota iridea della Valle del Chiampo
22. Vongola verace del Polesine

## Prodotti di origine animale (miele, prodotti lattiero caseari di vario tipo escluso il burro)
1. Miele dei Colli Euganei (Valsanzibio e Galzignano Terme)
2. Miele del Delta del Po
3. Miele del Grappa
4. Miele del Montello
5. Miele della collina e pianura veronese
6. Miele della montagna veronese
7. Miele di barena
8. Mieli dell'Altopiano di Asiago
9. Ricotta affumicata
10. Ricotta affumicata della Val Leogra
11. Ricotta da sacheto della Val Leogra
12. Ricotta fioreta delle vallate vicentine
13. Ricotta pecorina dei Berici
14. Ricotta pecorina stufata dei Berici
15. Ricotta Schotte